# RSI Rete Due
RSI Rete Due (nota anche solo come Rete Due) è il secondo canale radio svizzero di lingua italiana. È stato lanciato nel 1985.
Come anche RSI Rete Tre, si riceve solo nella zona italofona della Svizzera (Canton Ticino e parte del Canton Grigioni). Il palinsesto è prevalentemente incentrato sulla musica classica e sulla cultura.
Dal 1 gennaio 2025, le trasmissioni in FM cessano definitivamente.

## Loghi

1985-1999[senza fonte]
Logo utilizzato fino a febbraio 2009
Logo utilizzato fino al 29 febbraio 2012
Logo attuale

## Programmi trasmessi
- VERDE AURORA
- Babilonia
- Laser
- Agenda classica
- La citazione
- Geronimo
- FINESTRA APERTA
- Colpo di scena
- RETE 2-5
- RETEDUE INFORMA
- Il pifferaio magico
- Prima fila
- Birdland
- Disco volante
- Il concerto.ch - Concerto dell'OSI
- Quilisma
- Volare
- In altre parole
- Oggi a Rete Due
- Il corsivo
- Attualità culturale
- La rivista